# Dwight McCombs
Dwight McCombs (Chicago, Illinois, 27 de agosto de 1989) es un exjugador de baloncesto estadounidense. Luego de haber jugado en la NJCAA y en la NCAA, actuó profesionalmente en diversos equipos de América y Europa. Se consagró campeón de la temporada 2016-17 de la Liga Nacional de Básquetbol de Chile con el Español de Talca, siendo además distinguido como el MVP de las finales.

## Trayectoria

### Clubes
| Club                        | País                 | Año         |
| --------------------------- | -------------------- | ----------- |
| Mississauga Power           | Canadá               | 2013 - 2014 |
| London Lightning            | Canadá               | 2014        |
| San Isidro                  | Argentina            | 2014        |
| Cuxhaven BasCats            | Alemania             | 2015        |
| Juvenil de Vinces           | Ecuador              | 2015        |
| Español de Talca            | Chile                | 2015 - 2017 |
| Soles de Santo Domingo Este | República Dominicana | 2017        |
| Sol de América              | Paraguay             | 2017        |